# Принтерен стеганографски код
Множество цветни принтери използват стеганографски похват за маркиране на отпечатаните страници. Обичайният метод използва микроскопични жълти точки, отпечатвани върху хартията, съставящи код. Кодът обикновено съдържа серийния номер на принтера и датата и часа на отпечатания документ. С помощта на този код може да се определи точният принтер, отпечатал дадена страница.
Похватът се използва от множество компании за производство на цветни принтери, включително HP, Xerox Corporation и Epson. Въведен е в началото на 90-те години на 20 век, като средство за проследяване на отпечатани документи. Най-употребяван е код от жълти точки, почти невидими за невъоръжено око. Точките стават видими при облъчване с ултравиолетова светлина или под микроскоп.